# Saint-Jean-Brévelay
Saint-Jean-Brévelay è un comune francese di 2 828 abitanti situato nel dipartimento del Morbihan nella regione della Bretagna.

## Società

### Evoluzione demografica
Abitanti censiti